# 拉塞尔·德拉米尼
拉塞尔·德拉米尼（英語：Russell Dlamini；1973年10月23日—），斯威士兰政治人物，现任斯威士兰首相。2023年11月，斯威士兰国王姆斯瓦蒂三世任命拉塞尔·德拉米尼为首相。